# Flatgrunden
Flatgrunden är öar i Finland. De ligger i Skärgårdshavet och i kommunen Pargas i landskapet Egentliga Finland, i den sydvästra delen av landet. Öarna ligger omkring 40 kilometer väster om Åbo och omkring 190 kilometer väster om Helsingfors.
Arean för den av öarna koordinaterna pekar på är 0,6 hektar och dess största längd är 100 meter i sydväst-nordöstlig riktning. Närmaste större samhälle är Houtskär, 19,8 km sydväst om Flatgrunden.